# Municipio de New Salem (condado de McDonough)
El municipio de New Salem (en inglés, New Salem Township) es un municipio del condado de McDonough, Illinois, Estados Unidos. Tiene una población estimada, a mediados de 2023, de 341 habitantes.

## Geografía
Está ubicado en las coordenadas 40°24′26″N 90°29′42″O / 40.40722, -90.49500. Según la Oficina del Censo, tiene una superficie total de 93.83 km², de los cuales 93.79 km² corresponden a tierra firme y 0.04 km² están cubiertos de agua.

## Demografía
Según el censo de 2020, en ese momento había 362 personas residiendo en la zona. La densidad de población era de 3.9 hab./km². El 91.4 % de los habitantes eran blancos, el 0.3 % era afroamericano, el 0.3 % era amerindio, el 0.3 % era asiático, el 0.3 % era de otra raza y el 7.5% eran de una mezcla de razas. Del total de la población, el 3.5 % eran hispanos o latinos de cualquier raza.